# Enrique Alfaro
Enrique Alfaro Rojas (Città del Messico, 11 dicembre 1974) è un ex calciatore messicano, di ruolo centrocampista.